# Landschaftsschutzgebiet Dewesiek
Das Landschaftsschutzgebiet Dewesiek mit 43 ha Flächengröße liegt nordöstlich von Alverdissen im Stadtgebiet von Barntrup. Es wurde 2006 mit dem Landschaftsplan Oberes Begatal durch den Kreistag des Kreises Lippe als Landschaftsschutzgebiet (LSG) ausgewiesen.

## Beschreibung
Das LSG umfasst zwei Teilflächen. Das LSG ist bis zur Landesgrenze nach Niedersachsen vom Landschaftsschutzgebiet Lipper und Pyrmonter Bergland umgeben. Das LSG umfasst das Dewesiek mit seinen Quellbereichen und Zuläufen bis zur Mündung in die Humme, einen südlich des Dewesiek aus Richtung Dudenhausen verlaufenden Zulauf zur Humme und ein kurzes Stück vom Bachlauf der Humme. Die Oberläufe sind struktur- und vegetationsreiche, naturnahe Bachläufe. Diese Bäche entspringen in alten Buchenwäldern. Es stehen teils Erle, Eschen und alte Ufergehölze am Bach. Weiter nach Osten befindet sich teils Grünland. Im Grünland befindet sich stellenweise Weidegrünland, Mähwiesen und Grünlandbrachen in der Aue. Das Grünland ist stellenweise quellig vernässt. In Bachnähe hat sich eine seggenreiche Feuchtgrünlandbrache entwickelt. In bachbegleitenden Mulden treten Flutrasen auf. An einer Böschung am Nordostrand findet sich kleinflächig Magergrünland mit Übergängen zu Borstgrasrasen. Im Nordwesten befinden sich zwei größere, naturnahe Teiche. Besonders der östliche weist reichlich Schwimmblatt- und Röhrichtvegetation auf. Zwischen den beiden Teichen erstreckt sich ein Großseggenried. Im LSG liegen auch mehrere Fischteichanlagen.
Zum Landschaftsschutzgebiet führt der Landschaftsplan aus: „Das Dewesiek ist ein großer, gut ausgebildeter Biotopkomplex mit hoher struktureller Vielfalt, hoher Artenvielfalt und einer gut ausgebildeten Pflanzengesellschaft mit RL Pflanzenarten. Der Bereich ist wertvoll für Amphibien und Libellen und weist eine wertvolle Bachaue, wertvolle Grünlandflächen und ein wertvolles Wiesental auf. Es kommen teilweise prioritäre Lebensraumtypen nach Anhang I-FFH, Feucht- und Nassgrünland, Magergrünland, Magerrasen, Röhrichte, Seggenrieder, Kleingewässer, ein naturnaher Bach mit Quellenvorkommen und ein naturnaher Wald (Auenwald) vor. Das Gebiet hat regionale Bedeutung und liegt innerhalb der Biotopverbundfläche der LÖBF NRW VB-DT-3920-007 "Hohe Asch, Gr. Egge, Hettberg, Rott, Brommberg und Mönkeberg".“

## Schutzzwecke für das LSG
Laut Landschaftsplan erfolgte die Ausweisung des LSG
- „zur Erhaltung und Wiederherstellung der Leistungsfähigkeit des Naturhaushaltes in ökologisch besonders wertvoll strukturierten Bereichen mit Wasser-, Klima- und Biotopschutzfunktionen,“
- „zur Erhaltung und Wiederherstellung von Quellbereichen und naturnahen Fließgewässern, Wald- und Grünlandbereichen unterschiedlicher Feuchtestufen, Feldgehölzen, Hecken und Obstwiesen,“
- „zur Erhaltung morphologisch ausgeprägter Bereiche zur Sicherung der landschaftlichen Eigenart und Vielfalt für die Erholung, “
- „zur Erhaltung wertvoller Biotopkomplexe aus Wald-Grünlandbereichen, Fließgewässern und Quellen sowie Biotopen nach § 62 LG mit wichtigen Refugial-, Puffer-, Trittstein- und Vernetzungsfunktionen,“
- „zur Erhaltung und Wiederherstellung wichtiger Rückzugsräume für die bedrohte Tier- und Pflanzenwelt,“
- „zur Sicherung von kulturhistorisch bedeutsamen Landschaften, z. B. Terrassenkulturlandschaften,“
- „zur Sicherung der das Orts- und Landschaftsbild gliedernden und belebenden und die dörflichen Siedlungsstrukturen prägenden Freiraumelemente.“[1]

## Rechtliche Vorschriften
Im Landschaftsschutzgebiet ist unter anderem das Errichten von Bauten und Fischteichen verboten.